# TV Cidade (Bacabal)
TV Cidade é uma emissora de televisão brasileira sediada em Bacabal, cidade do estado do Maranhão. Opera nos canais 7 VHF analógico e 36 UHF digital, e é afiliada à Record.

## História
De 2008 a 2019, a Record teve como afiliada em Bacabal a TV Nova Esperança, de propriedade do empresário José Clécio. A emissora funcionava por meio de uma parceria de Clécio com o senador Roberto Rocha, sócio da Radiovale, empresa detentora da outorga do canal 7 no município.
Em 13 de março de 2019, foi anunciado que o ex-apresentador da TV Mearim (afiliada da Band na cidade), Israel Braga, havia fechado um contrato de afiliação com a TV Cidade de São Luís, com o intuito de criar uma nova emissora de televisão na cidade. Com o acordo, a TV Nova Esperança perde o direito de afiliação com a Record em Bacabal. Em 1 de abril, Israel viaja a São Paulo para visitar a sede da rede, tendo sido recebido por gestores como Isabel Palhares (diretora nacional de afiliadas) e Luís Cláudio (coordenador nacional de jornalismo).
Para por a emissora no ar, Israel Braga fechou um novo acordo com a Radiovale. A TV Cidade entrou no ar pela primeira vez em 17 de abril de 2019, em caráter experimental, retransmitindo integralmente a programação de São Luís e São Paulo. Havia a previsão de dar início à produção de programas locais em 23 de abril. Mesmo com o início das operações da nova emissora, a TV Nova Esperança se manteve no ar. A transmissão simultânea de duas estações na frequência fazia com que os sinais de ambas as emissoras interferissem entre si, impossibilitando os telespectadores de acompanhar a programação exibida no canal 7.
Em 22 de abril de 2019, o Grupo Cidade enviou um ofício à TV Nova Esperança, solicitando que a emissora cessasse suas operações. No dia seguinte, junto à Radiovale, emitiu outro ofício à Agência Nacional de Telecomunicações (ANATEL), solicitando a interrupção das atividades. Mesmo após receber o ofício, no dia 25, José Clécio se recusou a tirar a emissora do ar.
Em 6 de maio, a agência foi até a cidade de Bacabal, e fiscalizou ambas as emissoras. No entanto, a TV Cidade, apesar de apresentar documentos que comprovavam sua responsabilidade pela concessão do canal 7, acabou por ter seu transmissor lacrado a devido à falta de autorização para uso da radiofrequência por parte da Radiovale. A TV Nova Esperança, por sua vez, foi retirada do ar por não ter mais direito ao uso da outorga, encerrando permanentemente suas atividades após 11 anos.
A TV Cidade volta a operar no dia seguinte à interrupção de suas transmissões, e anuncia, em 9 de maio, a estreia oficial de sua programação local, por meio do Balanço Geral MA Bacabal, apresentado pelo próprio Israel Braga. O programa estreou em 13 de maio de 2019, encerrando a fase de testes da emissora. Em 12 de novembro, após receber uma nova denúncia dando conta de que a TV Cidade havia retomado suas operações, a ANATEL volta a Bacabal, porém não encontra a emissora em funcionamento.
Em 19 de dezembro de 2019, às 11 horas, a emissora é novamente retirada do ar pela ANATEL, devido à constatação da retomada indevida de suas operações. Mais uma vez, a TV Cidade volta ao ar um dia após a lacração de seus transmissores pela agência. A situação só foi regularizada em 26 de março de 2020, quando a Radiovale recebeu autorização de uso de radiofrequência para a concessão. Em 1 de abril, a empresa solicitou o deslacre dos transmissores, mas só foi autorizada a operar com um equipamento diferente, devido ao fato do transmissor lacrado ainda ser objeto de ilícito penal pendente de decisão.
Na noite de 25 de setembro de 2024, a sede da TV Cidade foi invadida por criminosos armados. Os bandidos renderam funcionários da estação e atearam fogo, utilizando gasolina, no master, sala responsável por manter a programação da emissora no ar. No mesmo dia, o vereador do município vizinho de Bom Lugar, Júnior Passos (Republicanos), foi preso como acusado de ser um dos homens que aparecem nas câmeras de segurança da estação realizando o ataque.
O atentado teve repercussão estadual e nacional. A Federação Nacional dos Jornalistas e o Sindicato dos Jornalistas Profissionais do Maranhão emitiram nota de repúdio, exigindo investigação por parte da Secretaria de Segurança do Estado do Maranhão e do Tribunal Regional Eleitoral do Maranhão, indicando que o ataque "pode ter motivação política e eleitoral". O Grupo Mirante também emitiu uma nota através dos telejornais da TV Mirante, se solidarizando com a TV Cidade, e enviou uma equipe de reportagem para entrevistar o diretor e apresentador Israel Braga.

Logotipo utilizado pela emissora entre 2019 e 2023.

## Sinal digital
| Canal virtual | Canal digital | Resolução de tela | Programação                                 |
| ------------- | ------------- | ----------------- | ------------------------------------------- |
| 7.1           | 36 UHF        | 1080i             | Programação principal da TV Cidade / Record |

A TV Cidade ativou seu sinal digital pelo canal 36 UHF digital em 16 de agosto de 2019, sendo a segunda a operar com esta tecnologia em Bacabal, após a Rede Vida Bacabal. A emissora, no entanto, não tem a outorga para a frequência digital, que encontra-se vaga na ANATEL.